# Hildeprand
Hildeprand, Hildebrand, Ildeprand o Ilprand (? - després de 744) va ser rei dels llombards i rei d'Itàlia el 744.
Fill del duc d'Asti Sigiprand i nebot de Liutprand, al voltant de 732 va aconseguir, juntament amb el duc de Vicenza Peredeu, conquerí Ravenna. La conquesta, que semblava anunciar la unificació d'Itàlia sota la corona llombarda, va ser de curta durada: després d'un curt període la flota de Venècia, cridada en ajuda del papa Gregori III va capturar la capital de l'Exarcat i la va retornar sota l'autoritat romana d'Orient. Peredeu va morir i Hildeprand va ser fet presoner, donant impuls a l'ofensiva romana d'Orient; el dux romà d'Orient de Perusa, Agató, va intentar la reconquesta de Bolonya, però va ser durament derrotat pels llombards.
El 737 va ser associat al tron per iniciativa de la noblesa llombarda, durant una greu malaltia del seu predecessor Luitprand. Segons els informes de Pau el Diaca, Liutprand, restablert, va reaccionar furiós, però després va reconèixer la necessitat d'actuar per garantir una successió pacífica (ja que no tenia fills).
Després de la mort de Liutprand va regnar durant vuit mesos (gener a agost) el 744, abans de ser deposat per part dels ducs que buscaven l'autonomia dels seus dominis i una política de pau amb Roma i Constantinoble. La deposició de Hildeprand, figura sense color, però, va marcar un punt d'inflexió en la política llombarda, dirigit sota el llarg regnat de Liutprand a l'expansionisme guerrer i la centralització del poder. El seu successor fou el seu nebot Ratquis de Friül.